# Крейнінген
Крейнінген (нід. Kruiningen) — село в нідерландській провінції Зеландія. Входить до муніципалітету Реймерсвал.
Його площа становить 14,08 км², а населення станом на 2021 рік складало 4 750 осіб.

## Галерея

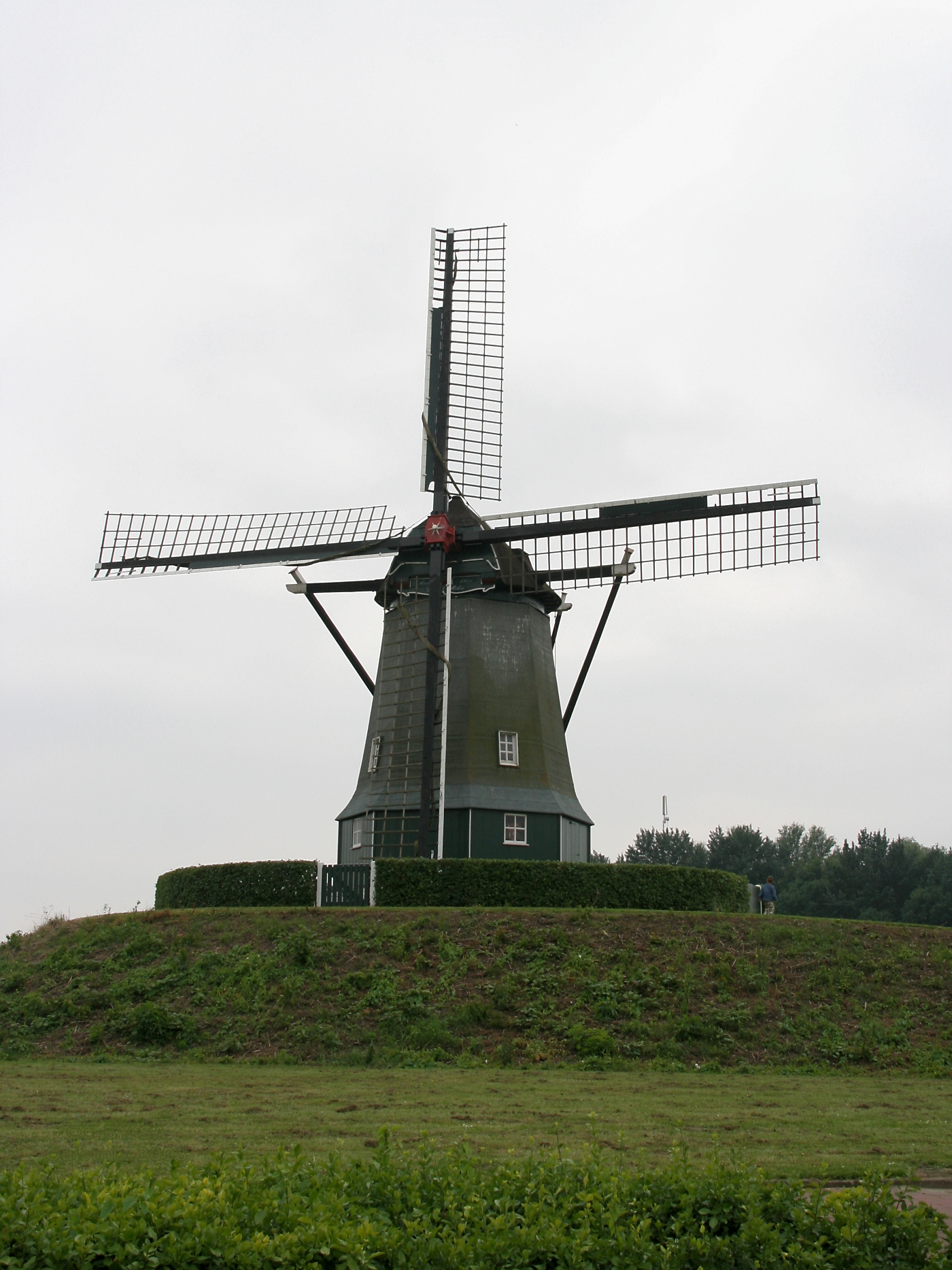
Вітряк De Oude Molen
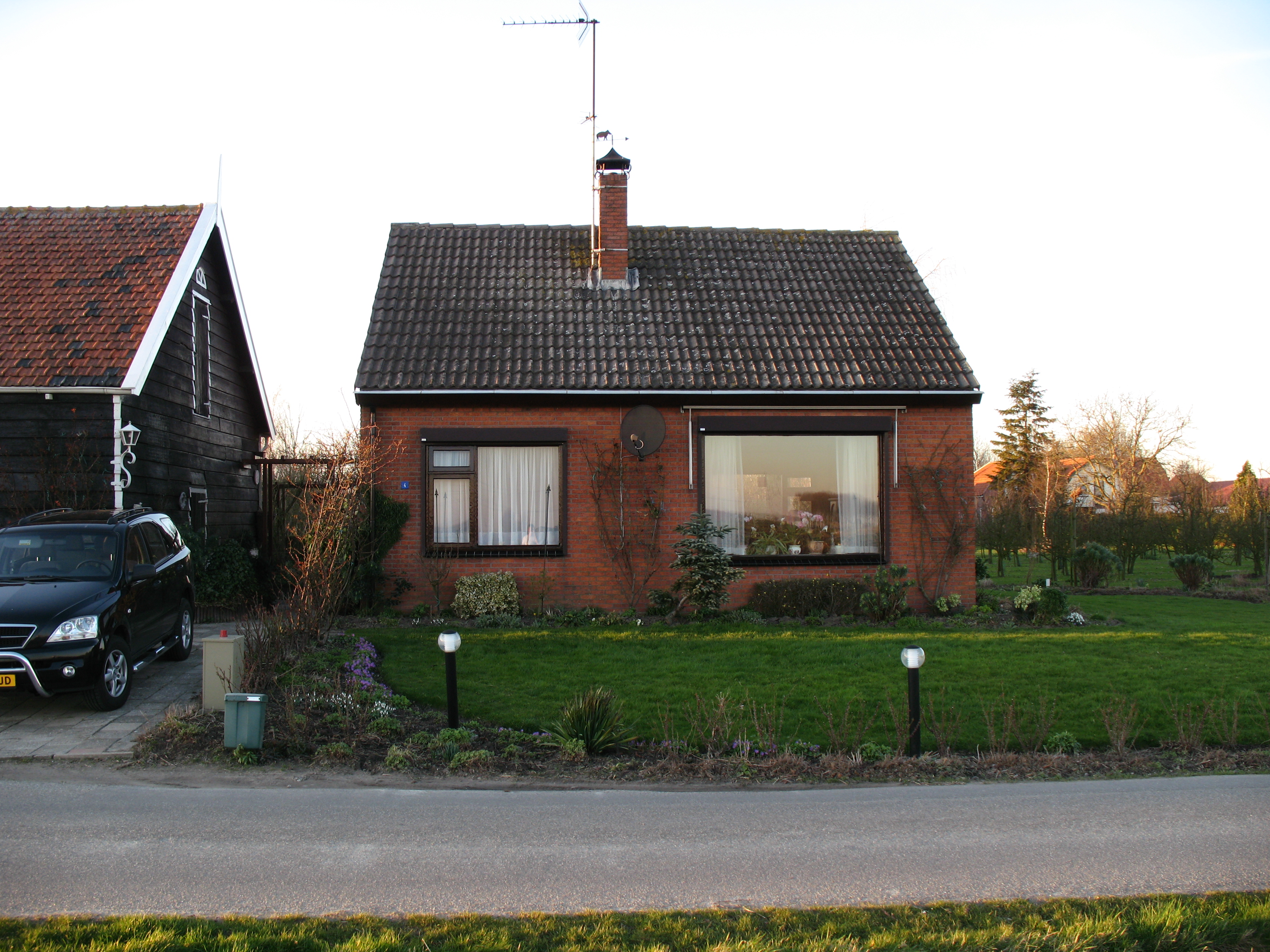
Будинок у селі
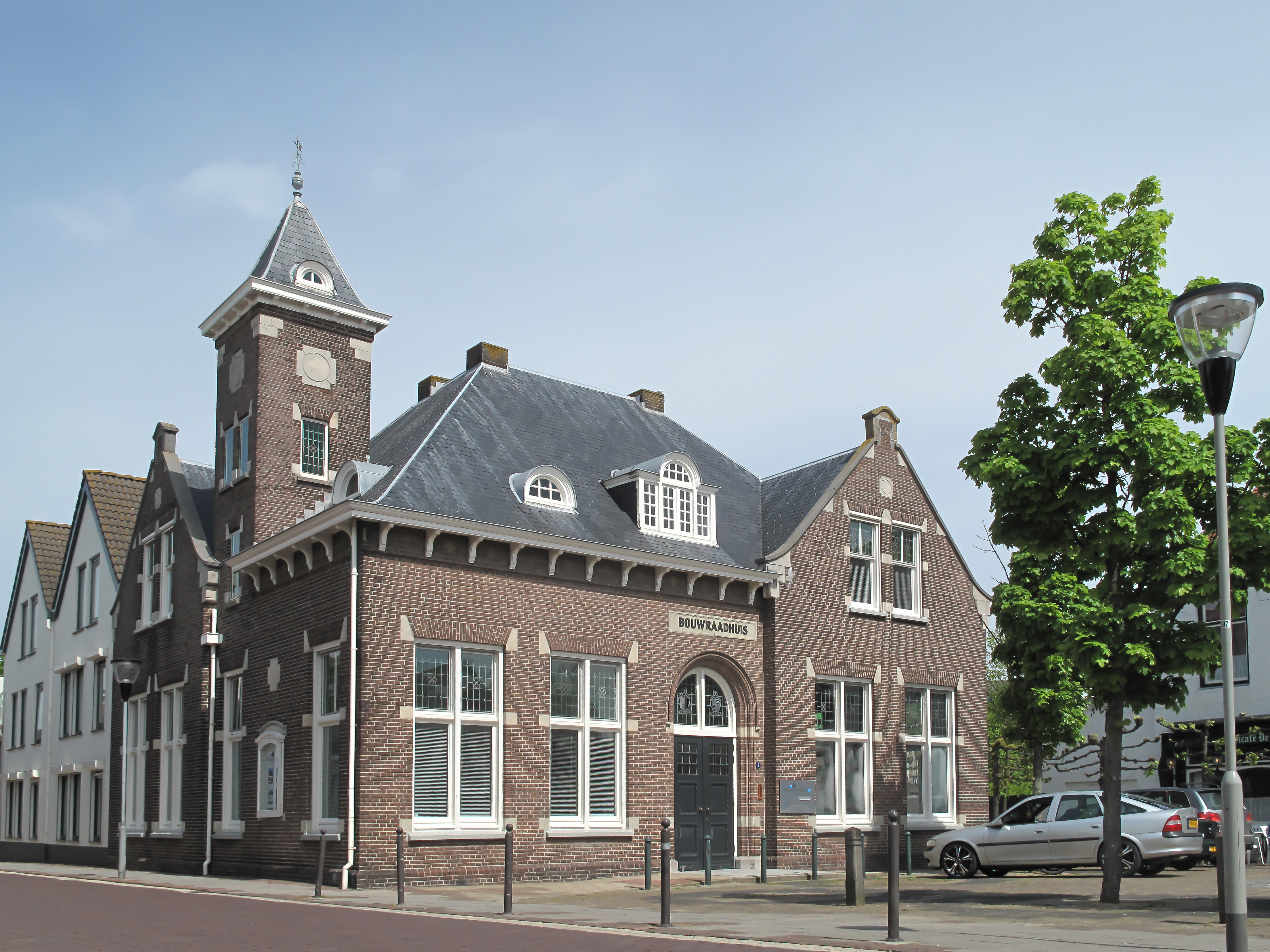
Приміщення мерії
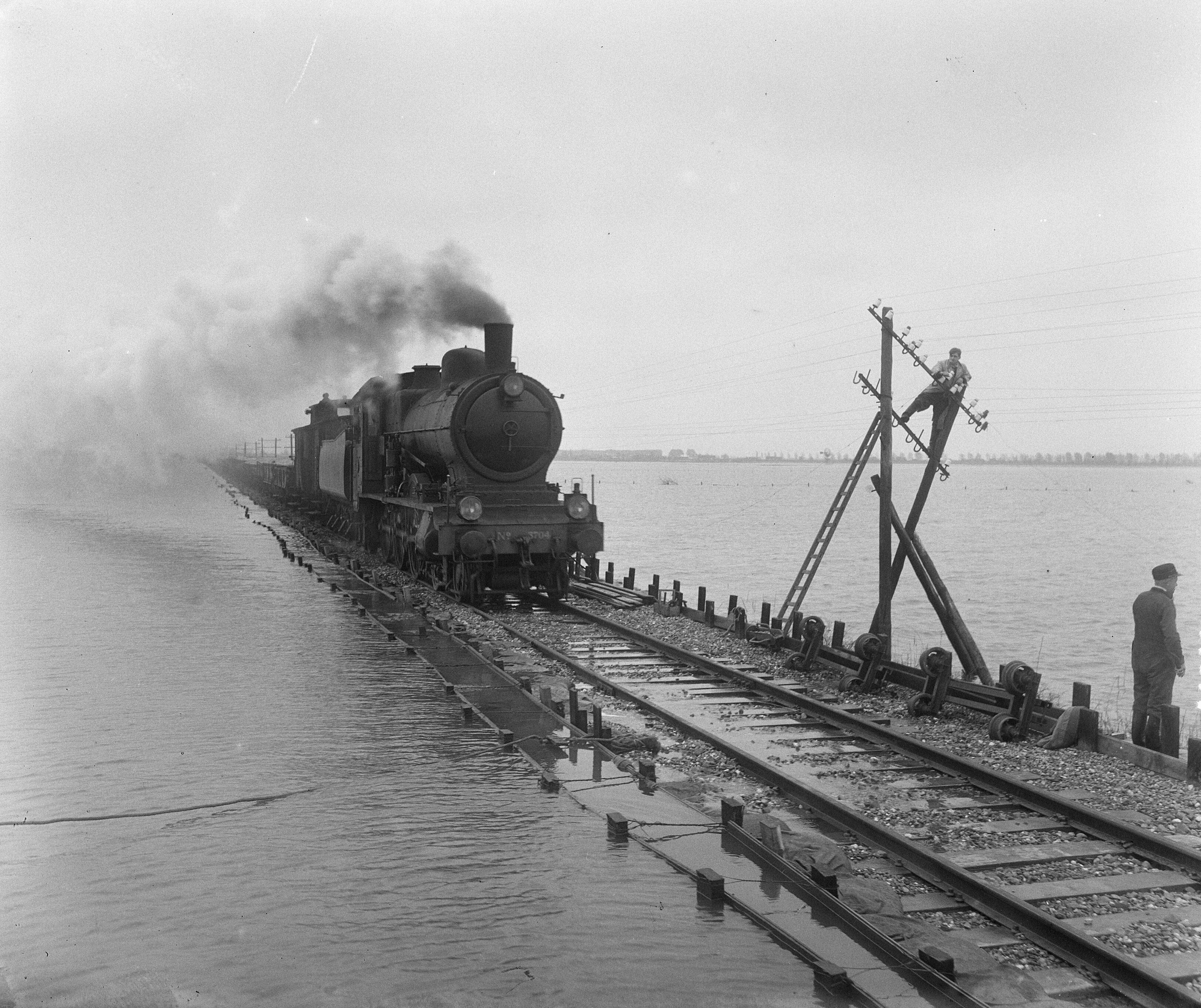
Потяг під час повіді у Північноморському басейні (1953)